# Дуков
Дуков (нем. Duckow) — община в Германии, в земле Мекленбург-Передняя Померания.
Входит в состав района Деммин. Подчиняется управлению Мальхин ам Куммеровер Зее.  Население составляет 249 человек (на 31 декабря 2010 года). Занимает площадь 14,22 км².